# Claudia Ferrato
Claudia Ferrato (Padova, 13 novembre 1996) è una calciatrice italiana, attaccante del Valencia.

## Biografia
Nel 2019 si è laureata in Scienze motorie e sportive e nel 2024 si è laureata in Scienza dell'alimentazione.
È allenatrice a Genova del Circolo Cap, squadra femminile di calcio a 5 con cui ottiene un secondo posto nazionale nel campionato ACSI, perdendo la finale scudetto ai tiri di rigore allo Juventus Stadium il 25 maggio 2025.

## Carriera

### Club
Legata alla società padovana fin da giovanissima, prima come Ženský-Padova e poi come Padova, è stata la maggiore realizzatrice della squadra per gli ultimi campionati.
Durante il calciomercato estivo 2018 coglie l'occasione offertale dal Sassuolo per giocare in Serie A per la prima volta in carriera dalla stagione 2018-2019. Impiegata dal tecnico Gianpiero Piovani già dalla prima giornata di campionato, scende in campo come titolare nell'incontro casalingo con la Roma, realizzando in quell'occasione la sua prima rete in Serie A, quella del parziale 2-0 sulle avversarie, partita poi conclusa sul 3-2 per il Sassuolo.
L'11 gennaio 2020 realizza la sua prima (e unica) tripletta in Serie A, durante Sassuolo-Verona 4-1.
Dopo quattro stagioni in maglia neroverde, nel corso della sessione estiva di calciomercato 2022 viene annunciato il suo trasferimento al ChievoVerona FM, in Serie B.
Nel 2023 si accoda al Genoa, squadra che le rievocherà il suo idolo d'infanzia Diego Milito. Qui realizza 9 reti nel corso della sua prima stagione in rossoblù, affermandosi come seconda marcatrice stagionale della squadra dietro a Caterina Bargi.
Nel corso della stagione 2024-2025, realizza la sua seconda tripletta della carriera, in occasione della vittoria del 14 ottobre 2024 contro il Brescia (3-0). Nella stessa annata, ottiene la promozione con le rossoblù in Serie A.
Il 4 luglio 2025, Ferrato passa a titolo definitivo al Valencia, neo-retrocesso nella seconda serie spagnola, iniziando così la sua prima esperienza all'estero.

### Nazionale
Nel 2017, mentre è in forze al Padova, ottiene la sua prima convocazione per uno stage con l'Italia U23, in vista di una sfida contro la Nazionale A, senza esordire.
L'attaccante viene in seguito convocata in azzurro sia per il Torneo La Manga 2017 sia per il torneo La Manga 2018.

## Statistiche

### Presenze e reti nei club parziali
Statistiche aggiornate al 19 maggio 2025.
| Stagione        | Squadra         | Campionato      | Campionato | Campionato | Coppe nazionali | Coppe nazionali | Coppe nazionali | Coppe continentali | Coppe continentali | Coppe continentali | Altre coppe | Altre coppe | Altre coppe | Totale | Totale |
| Stagione        | Squadra         | Comp            | Pres       | Reti       | Comp            | Pres            | Reti            | Comp               | Pres               | Reti               | Comp        | Pres        | Reti        | Pres   | Reti   |
| --------------- | --------------- | --------------- | ---------- | ---------- | --------------- | --------------- | --------------- | ------------------ | ------------------ | ------------------ | ----------- | ----------- | ----------- | ------ | ------ |
| 2014-2015       | Ženský Padova   | B               | 26         | 9          | CI              | 1+              | 0+              | -                  | -                  | -                  | -           | -           | -           | 27+    | 9+     |
| 2015-2016       | Padova          | B               | 15         | 9          | CI              | 3               | 2               | -                  | -                  | -                  | -           | -           | -           | 18     | 11     |
| 2016-2017       | Padova          | B               | 25         | 28         | CI              | 3               | 2               | -                  | -                  | -                  | -           | -           | -           | 28     | 30     |
| 2017-2018       | Padova          | B               | 19         | 22         | CI              | ?               | ?               | -                  | -                  | -                  | -           | -           | -           | 19+    | 22+    |
| Totale Padova   | Totale Padova   | Totale Padova   | 59         | 59         |                 | 6+              | 4+              |                    | -                  | -                  |             | -           | -           | 65+    | 63+    |
| 2018-2019       | Sassuolo        | A               | 22         | 8          | CI              | 3               | 1               | -                  | -                  | -                  | -           | -           | -           | 25     | 9      |
| 2019-2020       | Sassuolo        | A               | 14         | 5          | CI              | 2               | 3               | -                  | -                  | -                  | -           | -           | -           | 16     | 8      |
| 2020-2021       | Sassuolo        | A               | 4          | 1          | CI              | 0               | 0               | -                  | -                  | -                  | -           | -           | -           | 4      | 1      |
| 2021-2022       | Sassuolo        | A               | 17         | 1          | CI              | 2               | 0               | -                  | -                  | -                  | -           | -           | -           | 19     | 1      |
| Totale Sassuolo | Totale Sassuolo | Totale Sassuolo | 57         | 15         |                 | 7               | 4               |                    | -                  | -                  |             | -           | -           | 64     | 19     |
| 2022-2023       | ChievoVerona FM | B               | 17         | 12         | CI              | 4               | 1               | -                  | -                  | -                  | -           | -           | -           | 21     | 13     |
| 2023-2024       | Genoa           | B               | 29         | 9          | CI              | 1               | 0               | -                  | -                  | -                  | -           | -           | -           | 30     | 9      |
| 2024-2025       | Genoa           | B               | 30         | 9          | CI              | 1               | 0               | -                  | -                  | -                  | -           | -           | -           | 31     | 9      |
| Totale Genoa    | Totale Genoa    | Totale Genoa    | 59         | 18         |                 | 2               | 0               |                    | -                  | -                  |             | -           | -           | 61     | 18     |
| 2025-2026       | Valencia        | PFF             | 0          | 0          | CR              | 0               | 0               | -                  | -                  | -                  | -           | -           | -           | 0      | 0      |
| Totale carriera | Totale carriera | Totale carriera | 218+       | 113+       |                 | 20+             | 9+              |                    | -                  | -                  |             | -           | -           | 238+   | 122+   |